# Джамал Ласеллс
Джамал Ласеллс (англ. Jamaal Lascelles, нар. 11 листопада 1993, Дербі) — англійський футболіст, захисник клубу «Ньюкасл Юнайтед».
Виступав, зокрема, за клуби «Ноттінгем Форест» та «Ньюкасл Юнайтед», а також національну збірну Англії.

## Клубна кар'єра
Народився 11 листопада 1993 року в місті Дербі. Вихованець футбольної школи клубу «Ноттінгем Форест». На початку 2011 року, ще до того, як він встиг дебютувати на професійному рівні, Джамалом зацікавилися провідні англійські клуби. Лондонський «Арсенал» пропонував за 17-річного гравця 5 млн фунтів, також розглядали можливість його придбання «Ліверпулем», «Тоттенгем Готспур» та «Манчестер Сіті». «Ноттінгем Форест», однак, відхилив всі пропозиції та в березні 2011 року підписав з Ласеллсом його перший професійний контракт.

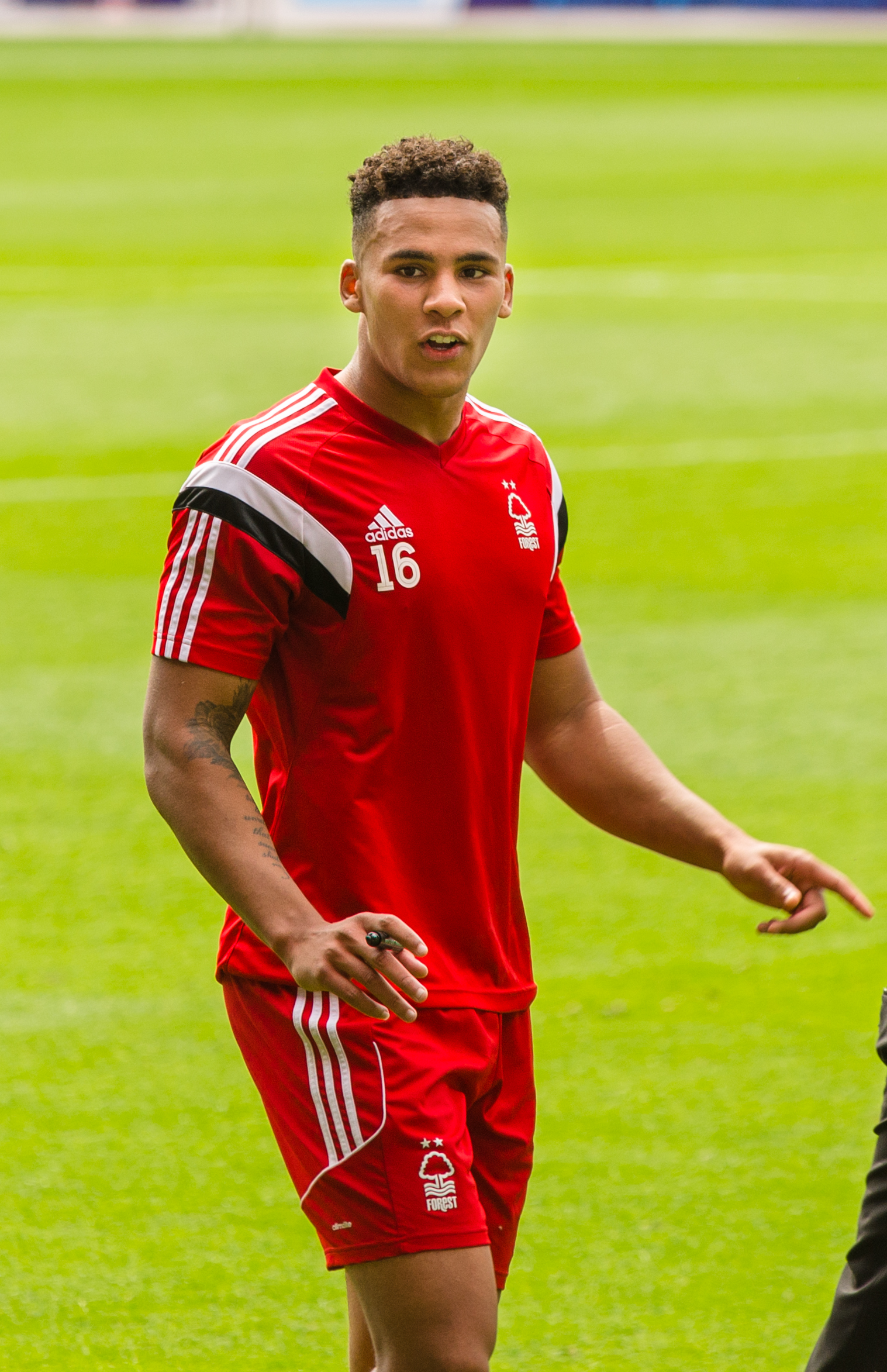
Джамал Ласеллс під час виступів за «Ноттінгем Форест». 2014 рік.

Дебют Ласеллса в основному складі «Ноттінгем Форест» відбувся 31 січня 2012 року. Він повністю провів матч чемпіонату Футбольної ліги проти «Бернлі». У березні 2012 року Ласеллс був відданий в оренду до кінця сезону 2011/12 клубу Першої ліги «Стівенідж». Він зіграв за цю команду дев'ять матчів, в кінцівці сезону ставши одним з основних гравців.
У серпні 2012 року Ласеллс уклав з «Ноттінгемом» новий контракт строком на чотири роки. Президент клубу Фаваз аль-Хасаві зазначив, що Джамал належить до тих молодих вихованців, на яких керівництво клубу покладає великі надії.
У сезоні 2013/14 Ласеллс закріпився в основному складі «Ноттінгем Форест», сформувавши пару центральних захисників разом з Джеком Гоббсом. У клубі грою молодого захисника залишилися задоволені та в березні 2014 року підписали з ним новий контракт на чотири з половиною роки. Також «Ноттінгем» відкинув кілька нових пропозицій продати Ласеллса, зокрема на суму 4 мільйони фунтів від «Квінз Парк Рейнджерс» у липні 2014 року.
У серпні 2014 року керівництво «Ноттінгем Форест» все ж вирішило продати Ласеллса. Разом з іншим вихованцем клубу, воротарем Карлом Дарлоу, його за 7 млн фунтів придбав «Ньюкасл Юнайтед». Угода між клубами передбачала, що обидва гравці ще сезон проведуть в Ноттінгемі, а влітку 2015 року переїдуть в Ньюкасл.
У «Ньюкасл Юнайтед» Ласеллс спочатку був запасним гравцем. Його дебют в основному складі відбувся 25 серпня 2015 року в матчі Кубка ліги проти «Нортгемптон Таун». У Прем'єр-лізі Джамал дебютував 3 жовтня, вийшовши на заміну в матчі з «Манчестер Сіті». У весняній частині сезону 2015/16, коли «Ньюкасл» боровся за право зберегти місце в Прем'єр-лізі, Ласеллс закріпився в основному складі клубу. Він залишався основним центральним захисником і після призначення тренером Рафаеля Бенітеса. Тренер високо відгукувався про професіоналізм молодого гравця і пророкував йому велике майбутнє. Попри прогрес команди в кінці сезону утриматися в Прем'єр-лізі вона в підсумку не зуміла. У своєму першому сезоні в елітному дивізіоні англійського футболу Ласеллс зіграв 18 матчів і забив 2 голи.
Влітку 2016 року після відходу з «Ньюкасла» Фабрісіо Колоччіні тренер Рафаель Бенітес призначив Ласеллса новим капітаном команди. І вже за підсумками першого «капітанського» сезону Ласеллс допоміг «Ньюкасл Юнайтед» повернутись до Прем'єр-ліги. У наступні роки Джамал залишався одним із лідерів команди та 6 жовтня 2017 року підписав новий шестирічний контракт до 2023 року з «сороками», а через рік, у жовтні 2018 року, новий контракт до 2024 року. Станом на 6 березня 2020 року відіграв за команду з Ньюкасла 176 матчів в національному чемпіонаті.

## Виступи за збірні
29 березня 2011 року Ласеллс дебютував у складі збірної Англії серед гравців до 19 років у товариському матчі зі збірною Нідерландів. Всього він у 2011—2012 роках зіграв за цю збірну 8 матчів. 12 квітня 2011 Ласеллс провів єдиний матч за збірну Англії до 18 років, відігравши один тайм товариського матчу з однолітками з Італії.
У 2013 році Джамал був включений тренером Пітером Тейлором у заявку англійської збірної до 20 років на чемпіонат світу серед молодіжних команд. Він повністю відіграв перший матч групового етапу проти команди Іраку, інші два провів на лавці запасних. Англійці вибули з турніру, не зумівши вийти з групи. Загалом на юнацькому рівні взяв участь у 10 іграх.
У 2014 році тренер Гарет Саутгейт регулярно викликав Ласеллса до молодіжної збірної Англії. Дебют гравця відбувся в матчі відбіркового турніру до чемпіонату Європи 2015 року проти збірної Молдови. Джамал вийшов у стартовому складі й провів на полі всю гру. В інших матчах відбіркового турніру він перебував у запасі. Також він взяв участь у товариському матчі з молодіжною збірної Франції 17 листопада 2014 року, відігравши всю зустріч повністю.

## Статистика виступів

### Статистика клубних виступів
| Сезон                        | Команда                      | Чемпіонат                    | Чемпіонат | Чемпіонат | Національний кубок | Національний кубок | Національний кубок | Континентальні кубки | Континентальні кубки | Континентальні кубки | Інші змагання | Інші змагання | Інші змагання | Усього | Усього |
| Сезон                        | Команда                      | Ліга                         | Ігор      | Голів     | Ліга               | Ігор               | Голів              | Ліга                 | Ігор                 | Голів                | Ліга          | Ігор          | Голів         | Ігор   | Голів  |
| ---------------------------- | ---------------------------- | ---------------------------- | --------- | --------- | ------------------ | ------------------ | ------------------ | -------------------- | -------------------- | -------------------- | ------------- | ------------- | ------------- | ------ | ------ |
| 2011-бер. 2012               | «Ноттінгем Форест»           | ЧФЛ                          | 1         | 0         | КА+КЛ              | 0+0                | 0                  | -                    | -                    | -                    | -             | -             | -             | 1      | 0      |
| бер.-черв. 2012              | «Стівенідж»                  | 1Л                           | 7+2       | 1         | КА+КЛ              | 0+0                | 0                  | -                    | -                    | -                    | -             | -             | -             | 9      | 1      |
| 2012–13                      | «Ноттінгем Форест»           | ЧФЛ                          | 2         | 0         | КА+КЛ              | 0+1                | 0                  | -                    | -                    | -                    | -             | -             | -             | 3      | 0      |
| 2013–14                      | «Ноттінгем Форест»           | ЧФЛ                          | 29        | 2         | КА+КЛ              | 3+2                | 0+1                | -                    | -                    | -                    | -             | -             | -             | 34     | 3      |
| 2014–15                      | «Ноттінгем Форест»           | ЧФЛ                          | 26        | 1         | КА+КЛ              | 0+2                | 0                  | -                    | -                    | -                    | -             | -             | -             | 28     | 1      |
| Усього за «Ноттінгем Форест» | Усього за «Ноттінгем Форест» | Усього за «Ноттінгем Форест» | 58        | 3         |                    | 8                  | 1                  |                      | -                    | -                    |               | -             | -             | 66     | 4      |
| 2015–16                      | «Ньюкасл Юнайтед»            | ПЛ                           | 18        | 2         | КА+КЛ              | 1+2                | 0                  | -                    | -                    | -                    | -             | -             | -             | 21     | 2      |
| 2016–17                      | «Ньюкасл Юнайтед»            | ЧФЛ                          | 43        | 3         | КА+КЛ              | 1+3                | 0                  | -                    | -                    | -                    | -             | -             | -             | 47     | 3      |
| 2017–18                      | «Ньюкасл Юнайтед»            | ПЛ                           | 33        | 3         | КА+КЛ              | 2+0                | 0                  | -                    | -                    | -                    | -             | -             | -             | 35     | 3      |
| 2018–19                      | «Ньюкасл Юнайтед»            | ПЛ                           | 32        | 0         | КА+КЛ              | 2+0                | 0                  | -                    | -                    | -                    | -             | -             | -             | 34     | 0      |
| Усього за «Ньюкасл Юнайтед»  | Усього за «Ньюкасл Юнайтед»  | Усього за «Ньюкасл Юнайтед»  | 126       | 8         |                    | 11                 | 0                  |                      | -                    | -                    |               | -             | -             | 137    | 8      |
| Усього за кар'єру            | Усього за кар'єру            | Усього за кар'єру            | 191+2     | 12        |                    | 19                 | 1                  |                      | -                    | -                    |               | -             | -             | 212    | 13     |

## Особисте життя
Джамал Ласеллс народився в місті Дербі в сім'ї Тіма і Джилл Ласеллсів. Його батько був баскетболістом, тренував баскетбольну збірну Великої Британії серед гравців до 18 років. Старший брат Рема також став баскетболістом, виступав за збірну Великої Британії. Також у Джамала є молодший брат Джален. Джамал Ласеллс також на юнацькому рівні займався баскетболом, але пізніше вирішив зосередитися на футболі.